# François Grenet
François Grenet (født 8. marts 1975 i Bordeaux, Frankrig) er en fransk tidligere fodboldspiller (højre back/midtbane).
Grenet spillede størstedelen af sin karriere hos Girondins Bordeaux i sin fødeby. Her var han med til at vinde det franske mesterskab i 1999. Senere repræsenterede han også Rennes og Nice, ligesom han tilbragte en enkelt sæson i den engelske Premier League, hos Derby County.

## Titler
Ligue 1
- 1999 med Bordeaux